# Luxembourg au Concours Eurovision de la chanson 1990
Le Luxembourg a participé au Concours Eurovision de la chanson 1990, le 5 mai à Zagreb, en Yougoslavie. C'est la 34e participation luxembourgeoise au Concours Eurovision de la chanson.
Le pays est représenté par la chanteuse Céline Carzo et la chanson Quand je te rêve, sélectionnées en interne par RTL Télévision.

## Sélection interne
Le radiodiffuseur luxembourgeois, RTL Télévision, choisit l'artiste et la chanson en interne pour représenter le Luxembourg au Concours Eurovision de la chanson 1990.
| Artiste      | Chanson          | Langue   |
| ------------ | ---------------- | -------- |
| Céline Carzo | Quand je te rêve | Français |

Lors de cette sélection, c'est la chanson Quand je te rêve, interprétée par Céline Carzo, qui fut choisie. 
Le chef d'orchestre sélectionné pour le Luxembourg à l'Eurovision est Thierry Durbet.

## À l'Eurovision

### Points attribués par le Luxembourg
| 12 points | Allemagne   |
| 10 points | Italie      |
| 8 points  | Islande     |
| 7 points  | Portugal    |
| 6 points  | Irlande     |
| 5 points  | Autriche    |
| 4 points  | Belgique    |
| 3 points  | Royaume-Uni |
| 2 points  | Suisse      |
| 1 point   | Pays-Bas    |

### Points attribués au Luxembourg
| 12 points           | 10 points | 8 points                             | 7 points      | 6 points |
| ------------------- | --------- | ------------------------------------ | ------------- | -------- |
| - France            |           |                                      |               |          |
| 5 points            | 4 points  | 3 points                             | 2 points      | 1 point  |
| - Autriche - Chypre | - Grèce   | - Allemagne - Portugal - Royaume-Uni | - Yougoslavie | - Italie |

Céline Carzo interprète Quand je te rêve en sixième position lors de la soirée du concours, suivant les Pays-Bas et précédant le Royaume-Uni.
Au terme du vote final, le Luxembourg termine 13e sur 22 pays, ayant reçu 38 points,. Le Luxembourg attribue ses douze points à l'Allemagne.